# Ilse Werner
Pour les articles homonymes, voir Werner.
Ilse Werner, née Ilse Charlotte Still le 11 juillet 1921 à Batavia (Indes orientales néerlandaises), aujourd'hui Jakarta (Indonésie), et décédée le 7 août 2005 à Lübeck (Allemagne), était une actrice et une chanteuse néerlandaise et allemande. 

## Biographie
Née d'un père néerlandais et d'une mère allemande, elle était néerlandaise de naissance mais travailla essentiellement en Allemagne. Elle n'obtint cependant la nationalité allemande qu'en 1955.

## Carrière cinématographique
Ilse Werner commença sa carrière avec un rôle dans Die unruhigen Mädchen (1938) et devint rapidement l'une des vedettes cinématographiques de son époque, interprétant de nombreux rôles pour les studios de production UFA avant et pendant la Seconde Guerre mondiale (Die schwedische Nachtigall, 1941; Wir machen Musik, 1942). 
Associée à la propagande nazie, elle fut empêchée de tourner dans l'immédiat après-guerre, puis recommença à apparaître au grand écran à partir de 1949 (Geheimnisvolle Tiefe, puis Die gestörte Hochzeitsnacht en 1950).

## Carrière de chanteuse et de siffleuse
Comme chanteuse, Ilse Werner a surtout interprété des airs populaires dans le genre schlager.
Elle fut également, tout comme le furent Roger Whittaker en Allemagne ou Micheline Dax en France, une excellente siffleuse, dans un domaine musical divertissant.

## Filmographie

### Cinéma
- 1938 : Sourires de Vienne (Finale) : Hilde / F: Lina
- 1938 : Frau Sixta : Otti
- 1938 : Das Leben kann so schön sein : Nora Kramer
- 1939 : Bel-Ami : Suzanne Laroche
- 1939 : Mademoiselle : Annemarie Tessmer
- 1939 : Drei Vater um Anna : Anna
- 1939 : Eveil : Marianne Schäfer
- 1940 : Bal paré : Tanzelevin Maxi Brunnhuber
- 1940 : L'Épreuve du temps (Wunschkonzert) : Inge Wagner
- 1941 : Le rossignol suédois (Die schwedische Nachtigall) : Jenny Lind
- 1941 : Sous-marin, en avant! (U-Boote Westwärst!) : Irene Winterstein
- 1942 : Vive la musique (Wir machen Musik) : Anni Pichler
- 1942 : Hochzeit auf dem Bärenhof : Roswitha von Krakow
- 1943 : Les Aventures fantastiques du baron Munchhausen (Münchhausen) : La princesse Isabella d'Este
- 1944 : La Paloma (Große Freiheit Nr. 7) : Gisa Häuptlein
- 1949 : Profondeurs mystérieuses (Geheimnisvolle Tiefe) : Cornelia
- 1950 : Die gestörte Hochzeitsnacht : Mary
- 1951 : Königin einer Nacht : Anna Silvana
- 1951 : Mutter sein dagegen sehr : Florentine
- 1953 : L'Amoureuse Aventure (Der Vogelhändler) : Marie-Louise
- 1954 : Ein Toller Tag : Susanne
- 1954 : Annette de Tharau : Anna Wittkuhn
- 1955 : Griff nach den Sternen : Carola
- 1955 : Die Herrin vom Sölderhof : Christa von Soldern
- 1990 : Die Hallo-Sisters : Babsie

### Télévision
- 1952 : Eine nette Bescherung (Téléfilm)
- 1955 : Sie können sich sehen lassen (Téléfilm) : Une chanteuse
- 1965-1966 : Die Braüte meiner Söhne (Série TV) : Hedi Seibold
- 1968 : Familie Musici (Téléfilm) : Mère Musici
- 1979 : Noch'ne Oper (Téléfilm) : Une souffleuse
- 1989 : Rivalen der Rennbahn (Série TV) : Tante Ella Kremer
- 1989 : Fortinspektor Buchholz (Série TV) : Gertie Klemm
- 1996 : Alles Wegen Robert De Niro (Téléfilm) : Mme Schmollig
- 1997 : Neues vom Süderhof (Série TV) : Rita Beck
- 1997 : GroBstadtrevier (Série TV) : Mme Björnsen
- 1998 : Eine Frau mit Pfiff (Téléfilm) : Roswitha Maren
- 2000 : Tatort (Série TV) : Gertrud Schenk
- 2001 : Für alle Fälle Stefanie (Série TV) : Elise Dentis